# Skinheads against Racial Prejudice
Skinheads against Racial Prejudice (Skinheads tegen racistische vooroordelen) is een wereldwijde beweging van apolitieke en linkse skinheads. Ze zijn in het algemeen tegen racisme en meestal ook tegen de gevestigde politiek. Maar er zijn ook zogeheten Redskins of RASH-skins, welke ook SHARP zijn.
SHARP werd in 1987 opgericht in New York.

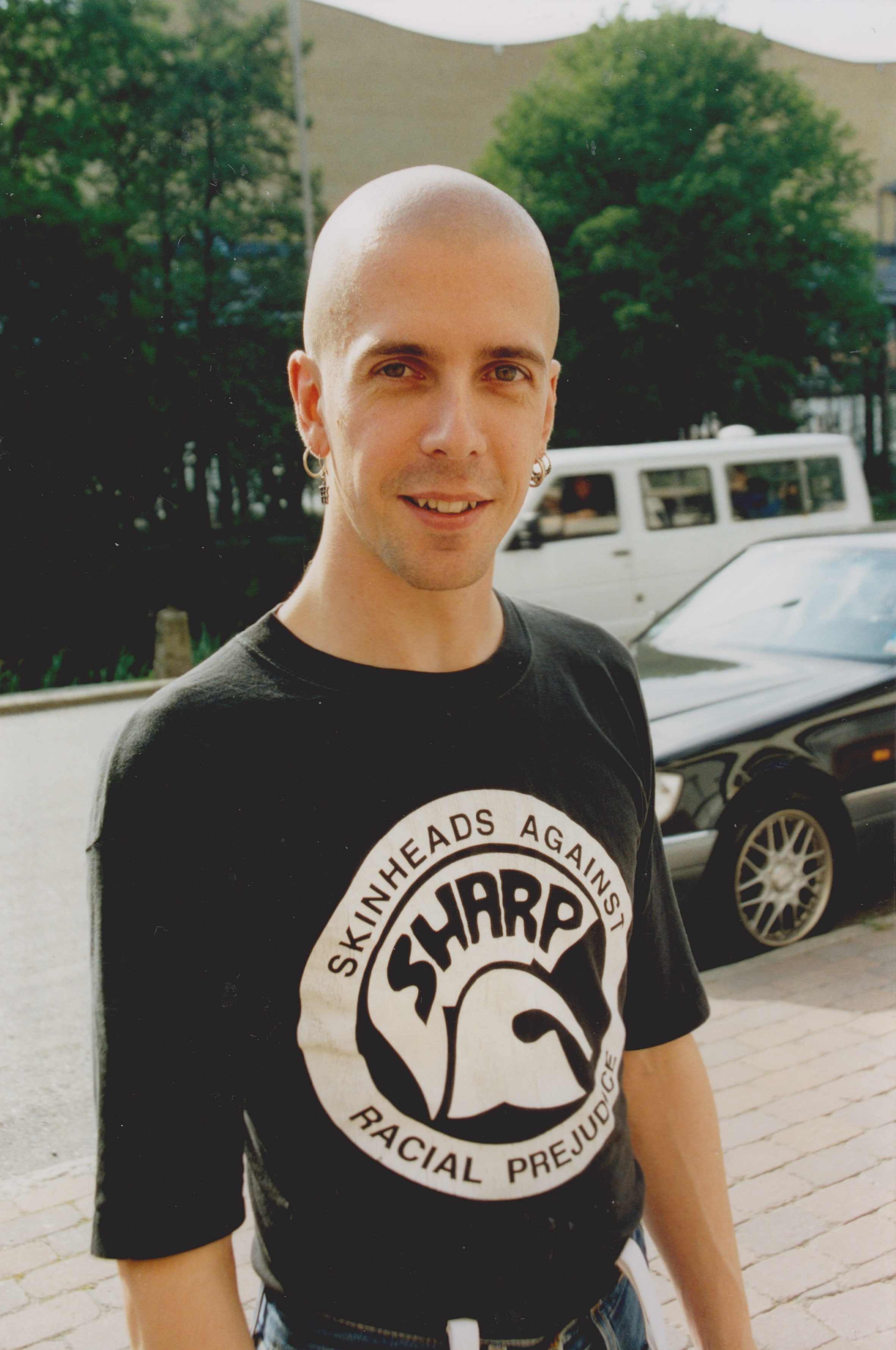
SHARP Skinhead, 2000.